# تیپناری ویراواتودوم
تیپناری ویراواتودوم (تایلندی: ทิพนารี วีรวัฒโนดม؛ زادهٔ ۱ ژوئیهٔ ۱۹۹۶) که به نام ناتان (تایلندی: น้ำตาล) هم معروف است، مجری و بازیگر تایلندی است. او به خاطر بازی در نقش اصلی سریال‌های منطقه دوستی (۲۰۱۸) و منطقه دوستی ۲: ناحیه خطرناک (۲۰۲۰) و تو کی هستی (۲۰۲۰)، هر سه سریال از تولیدات شرکت جی‌ام‌ام‌تی‌وی، شناخته می‌شود.